# Schorreweide
De Schorreweide is een natuurgebied in de West-Vlaamse gemeente Oudenburg.
Aansluitend op het natuurgebied 't Pompje is dit een gebied van 12 ha, dat bestaat uit de meest waardevolle zilte graslanden waar onder meer zeekraal en zilte rus voorkomt. In de winter komen hier veel weidevogels als grutto, kemphaan en tureluur. Het gebied wordt beheerd door het Agentschap voor Natuur en Bos.